# Agnosthaetus bisulciceps
Agnosthaetus bisulciceps (лат.) — вид жуков-стафилинид рода Agnosthaetus из подсемейства Euaesthetinae (Staphylinidae). Эндемик Новой Зеландии.

## Описание
Мелкие жуки-стафилиниды, длина около 3 мм. Основная окраска от желтоватой до красновато-коричневой. На голове развит фронтальный киль. Дорзум головы редко пунктированный. Апикальный край лабрума несёт 19—21 зубцов у самцов и 20—23 у самок. Крылья отсутствуют. Голова, пронотум и надкрылья гладкие. Глаза крупные (занимают почти половину боковой стороны головы). Усики 11-члениковые. Нижнечелюстные щупики состоят из 4 сегментов, а нижнегубные 3-члениковые. Лабиум с парой склеротизированных шипиков. III—VII-й абдоминальные сегменты без парасклеритов. III-й абдоминальный тергит слит со стернитом, образуя кольцевидный сегмент. Базальный членик задних лапок отчётливо вытянутый и длиннее двух последующих тарзомеров. Обладают формулой лапок 5—5—4.
Фенология: встречаются круглогодично, но наибольшее число находок сделаны с декабря по февраль. Обитают в лесах из Nothofagus и в субальпийском кустарниковом поясе.

## Систематика
Вид был первоначально описан в 1917 году крупным новозеландским колеоптерологом Томасом Броуном (Thomas Broun; 1838—1919) под названием Dimerus bisulciceps Broun, 1917.
В 1939 году немецким колеоптерологом Максом Бернхауэром (Max Bernhauer; 1866—1946) вид включён в состав рода Agnosthaetus Bernhauer, 1939.
Валидный видовой статус таксона Agnosthaetus bisulciceps был подтверждён в ходе недавней ревизии фауны и таксономии рода Agnosthaetus, проведённой американским энтомологом Дэйвом Кларком в 2011 году (Clarke, 2011).